# 데이비드 로스 (야구인)
데이비드 웨이드 로스(David Wade Ross, 1977년 3월 19일 ~ )는 미국의 전직 메이저 리그의 포수이다.